# میلشوو (پرییپویه)
میلشوو (به صربی: Mileševo) یک منطقهٔ مسکونی در صربستان است که در پریژپولجه واقع شده‌است. میلشوو ۱۲۱ نفر جمعیت دارد.